# نفس نکش
نفس نکش (انگلیسی: Don't Breathe) فیلمی در ژانر ترسناک و هیجان انگیز به کارگردانی فده آلوارز است که در سال ۲۰۱۶ منتشر شد. این فیلم به تهیه کنندگی سام ریمی و رابرت تاپرت و با نویسندگی آلوارز و رودو سیاجز ساخته شده است.  این فیلم توسط کمپانی سونی پیکچرز منتشر شده‌است. دنباله این فیلم با نام نفس نکش ۲ در تاریخ ۱۳ اوت ۲۰۲۱ توسط کمپانی سونی پیکچرز منتشر شد.
کارگردان آلوارز بر خلاف کار قبلی خود در فیلم مرد شریر، تصمیم گرفت که این پروژه خون کمتری داشته باشد، یک داستان اصلی، تعلیق بیشتری داشته باشد و هیچ وابستگی به عناصر ماورای طبیعی شبح‌وار - که به نظر وی در حال حاضر بیش از حد مورد استفاده قرار گرفته است نداشته باشد. این پروژه که در ابتدا با عنوان یک مرد در تاریکی (به انگلیسی: A Man in the Dark) برگزار شد، بعداً در اوایل سال ۲۰۱۴ اعلام شد فیلم با کارگردانی آلوارز، نویسندگی رودو سایگرز، تولید ریمی و تاپرت، و بازی با لوی می‌باشد. فیلمبرداری اصلی از ۲۹ ژوئن ۲۰۱۵ آغاز شد و در ژوئیه ۲۰۱۵ در دیترویت پیچید.
نفس نکش در جنوب از جنوب غربی در تاریخ ۱۲ مارس ۲۰۱۶ به نمایش درآمد و در تاریخ ۲۶ اوت ۲۰۱۶ توسط اسکرین جمز و Stage 6 Films به طور تئاتر منتشر شد. این فیلم بیش از ۱۵۷ میلیون دلار بدست آورده بود و نقدهای زیادی را از منتقدین دریافت کرده بود که بسیاری از اجراهای (به ویژه لوی، لانگ، و مینت)، کارگردانی، فیلمنامه و فضای تنش‌زا استقبال می‌کردند.

## خلاصهٔ داستان
راکی، الکس و مانی، سه نفر از دزدهای خرده‌پای شهر دیترویت آمریکا هستند که زندگی خود را با دزدی از خانه‌های مردم می‌گذرانند. راکی میخواهد با خواهر کوچکش (دی‌دی)، برای یک زندگی بهتر، به کالیفرنیا مهاجرت کند؛ و از زندگی با مادر سواستفاده‌گر خود و دوست پسر الکلی و بیکار او، فرار کند. ولی برای این کار نیاز به پول زیادی دارد. با این حال فروش اجناس مسروقه، سود بسیار کمی دارد و هر سه آنها را سرخورده کرده‌است. در این بین، مانی خبری دریافت می‌کند که یک پیرمرد نابینا که نظامی سابق ارتش ویژه‌ی ایالات متحده‌ی آمریکاست و در جنگ خلیج فارس شرکت داشته، ۳۰۰ هزار دلار، به صورت نقدی در خانه خود، در یک محله متروکه در دیترویت نگه‌می‌دارد. این پول جریمه‌ی نقدی زن جوان ثروتمندی به نام سیندی رابرتز است که در حال رانندگی در مستی، با دختر مرد، تصادف می‌کند، و باعث مرگ دختر می‌شود. مانی، چند روزی جلوی خانه‌ی مرد، کشیک می‌دهد و می‌فهمد، هیچ‌کسی به ملاقات پیرمرد نمی‌آید و او و سگش تنها در خانه زندگی می‌کنند. راکی، الکس و مانی شبانه به خانه پیرمرد برای دزدی می‌روند اما اتفاقات غیر منتظره‌ای رخ می‌دهد و آنها در می‌یابند که چقدر پیرمرد را دست کم گرفته‌اند…

## بازیگران
- جین لوی در نقش راکی
- دیلان مینت در نقش الکس
- دنیل زوواتو در نقش مانی
- استیون لانگ در نقش مرد کور

## جوایز
| جایزه                        | تاریخ برگزاری  | دسته                             | گیرنده      | نتیجه    | Ref(s) |
| ---------------------------- | -------------- | -------------------------------- | ----------- | -------- | ------ |
| جایزه گزینش منتقدان فیلم     | ۱۱ دسامبر ۲۰۱۶ | Best Sci-Fi/Horror Movie         | نفس نکش     | نامزدشده | [ ۴ ]  |
| جایزه امپایر                 | ۱۹ مارس ۲۰۱۷   | Best Horror                      | نفس نکش     | نامزدشده | [ ۵ ]  |
| Fangoria Chainsaw Awards     | ۲ اکتبر ۲۰۱۷   | Best Film                        | نفس نکش     | نامزدشده | [ ۶ ]  |
| Fangoria Chainsaw Awards     | ۲ اکتبر ۲۰۱۷   | Best Supporting Actor            | استفان لانگ | برنده    | [ ۶ ]  |
| جایزه ساترن                  | ۲۷ ژوئن ۲۰۱۷   | Best Horror Film                 | نفس نکش     | برنده    | [ ۷ ]  |
| انجمن منتقدان فیلم سنت لوئیس | ۱۸ دسامبر ۲۰۱۶ | Best Horror/Science-Fiction Film | نفس نکش     | نامزدشده | [ ۸ ]  |

## دنباله
نفس نکش ۲ دنباله‌ی این فیلم می‌باشد.